# منت‌لی (کوزان)
منت‌لی (به ترکی استانبولی: Minnetli) یک منطقهٔ مسکونی در ترکیه است که در قوزان (ترکیه) واقع شده‌است.